# Голубев, Владимир Васильевич
Влади́мир Васи́льевич Го́лубев (21 ноября (3 декабря) 1884, Сергиев Посад — 4 декабря 1954, Москва) — советский учёный-математик и механик, профессор и декан механико-математического факультета МГУ, заведующий кафедрой аэромеханики и газовой динамики механико-математического факультета МГУ (1932-1954), член-корреспондент АН СССР (1934), заслуженный деятель науки и техники РСФСР (1943), генерал-майор инженерно-технической службы.

Каждый хороший учитель должен фанатически верить в абсолютную правильность своих утверждений, так как иначе он не убедит своих учеников.
— Из слова В. В. Голубева в день семидесятилетия, 3 декабря 1954 г. // Вестник МГУ, 1955, № 2, с. 143—158.

## Биография
Родился в семье священника. После окончания с золотой медалью 1-й московской гимназии в 1903 году поступил на физико-математический факультет Московского университета (математическое отделение). В 1905 году, после деятельного участия в революционных событиях, по совету Д. Ф. Егорова уезжает вместе с Н. Н. Лузиным в Париж, где они слушают лекции известных математиков. В 1908 г. В. В. Голубев окончил Московский университет, написав дипломную работу по дифференциальным уравнениям.
С 1906 года В. В. Голубев работал в средних учебных заведениях Москвы, зимой 1911 года сдал и магистерские экзамены, но только с 1914 года, после повторного посещения европейских университетов, стал преподавать сразу в нескольких высших учебных заведениях: Московском институте инженеров путей сообщения[уточнить], Императорском техническом училище, Университете им. Шанявского.
С 1917 года, после защиты магистерской диссертации по просьбе декана физико-математического факультета Саратовского университета В. Д. Зернова, занимает в нём профессорскую должность. В 1918—1919 г. он — декан физико-математического факультета, в 1919 г. — проректор, с 1920 года — ректор Саратовского университета (до 1922 года). В 1925 г., изучив труды по теории крыла Н. Е. Жуковского и С. А. Чаплыгина, он заинтересовался аэромеханикой.
С 1930 года — старший инженер ЦАГИ и профессор Московского университета: сначала читал лекции по аэромеханике, с 1931 года возглавил созданное на физико-математическом факультете университета механическое отделение. С 1932 года до своей смерти — заведующий основанной им на этом отделении кафедры аэромеханики (с 1955 г. — кафедра аэромеханики и газовой динамики) и одновременно начальник кафедры высшей математики в Военно-воздушной академии им. Н. Е. Жуковского. В 1933 году приказом Наркомпроса был организован механико-математический факультет МГУ, и В. В. Голубев стал его первым деканом; эту должность он занимал до 1935 г., а повторно — в 1944—1952 гг.
В. В. Голубев читал разные курсы лекций: по теории крыла, по эллиптическим функциям и их приложениям к гидромеханике, по обтеканию кривых поверхностей, по аналитической теории дифференциальных уравнений, по интегрированию уравнений движения тяжёлого твёрдого тела около неподвижной точки и др. При этом он обладал особым талантом лектора; его чрезвычайно выразительная речь сопровождалась соответствующими жестами, мимикой и интонациями. Он любил (и умел) рассказывать на своих лекциях о деятелях науки, об обстоятельствах того или иного открытия и т. п.
В 1934 году он был избран членом-корреспондентом АН СССР. В 1939 году В. В. Голубев был зачислен в кадры Красной Армии в звании бригинженера; а в 1944 году ему присваивается воинское звание генерал-майора инженерно-авиационной службы.

Могила Голубева на Новодевичьем кладбище.

Умер скоропостижно — в ночь после празднования своего семидесятилетнего юбилея.

## Награды и звания
- орден Ленина
- Орден Трудового Красного знамени (4 ноября 1944) — за выдающиеся заслуги в деле подготовки специалистов для народного хозяйства и культурного строительства
- Орден Красной Звезды (10 июня 1945)
- Орден Красной Звезды (26 октября 1944) — за образцовое выполнение заданий Командования по подготовке и повышению квалификации авиационных кадров для действующей Красной Армии
- Орден Красной Звезды
- Орден Красной Звезды
- медали[8]
- Заслуженный деятель науки и техники РСФСР (22 ноября 1942)

## Научная деятельность
Основные научные работы выполнены В. В. Голубевым в области аэромеханики и теории функций комплексного переменного.
Продолжал и развивал работы С. А. Чаплыгина в области аэромеханики. Автор метода расчёта крыла конечного размаха, теории крыла малого удлинения и развития ламинарного пограничного слоя. Разрабатывал теорию механизированного крыла. На основе контрольных расчётов с использованием модели идеальной жидкости и модели пограничного слоя В. В. Голубев исследовал влияние предкрылка на отрыв потока от верхней поверхности крыла и на сохранение безотрывного характера обтекания крыла при полёте на больших углах атаки.
Большое внимание В. В. Голубев уделял теории вихревых дорожек Кармана, которые моделируют кильватерную зону течения за телами вытянутой формы при их поперечном обтекании. Если сам Карман и его последователи использовали модель вихревой дорожки для расчёта лобового сопротивления обтекаемого тела, то В. В. Голубев заметил, что при изменении направления вращения вихрей дорожки на противоположное сопротивление сменяется тягой. Но такую обращённую дорожку Кармана способны создавать машущие крылья птицы, и это обстоятельство стало исходным пунктом при создании В. В. Голубевым теории машущего крыла.
Основные математические работы В. В. Голубева связаны с теорией аналитических функций и аналитической теорией дифференциальных уравнений. Также автор работ по истории русской науки (в том числе статей, посвящённых истории механики в России, жизни и творчеству Чебышёва, Жуковского, Чаплыгина).

## Основные работы
- Теория крыла аэроплана в плоскопараллельном потоке. — Труды ЦАГИ, 1927.
- Теория крыла аэроплана конечного размаха. — Труды ЦАГИ, 1931.
- Лекции по теории крыла. — М. — Л., 1949.
- Лекции по аналитической теории дифференциальных уравнений. 2-е изд. — М. — Л., 1950.
- Лекции по интегрированию уравнений движения тяжёлого твёрдого тела около неподвижной точки. — М., 1953.
- Однозначные аналитические функции. Автоморфные функции. — М., 1961.